# Trauung per Stellvertreter
Eine Trauung per Stellvertreter ist eine Eheschließung, die formgültig vollzogen wird, obwohl einer der Brautleute bei der Trauung nicht persönlich zugegen ist. Ein Stellvertreter des abwesenden Partners gibt dabei per procurationem (kraft Vollmacht) in dessen Namen und Auftrag das Jawort ab, mit dem die Ehe zwischen dem abwesenden und dem anwesenden Partner als geschlossen gilt.
Andere Bezeichnungen für diese Art des Eheschlusses sind Prokuration, Stellvertreterhochzeit oder Handschuhehe. Letztere Bezeichnung deutet auf die früher übliche Überreichung eines Handschuhs als Sinnzeichen der Botenbeauftragung hin. Als Stellvertreter konnte ein Ehevormund, Bevollmächtigter, Bote oder Diplomat auftreten.
Die Stellvertretung bei der Eheschließung war historisch vor allem in Adelskreisen weit verbreitet und ist heute noch in einigen Rechtsordnungen möglich, auch innerhalb Europas. In den deutschsprachigen Ländern ist für die Eheschließung als personenrechtliches Rechtsgeschäft heute jedoch überall die höchstpersönliche Mitwirkung erforderlich und eine Stellvertretertrauung daher ausgeschlossen.

## Geschichte

### Hintergrund

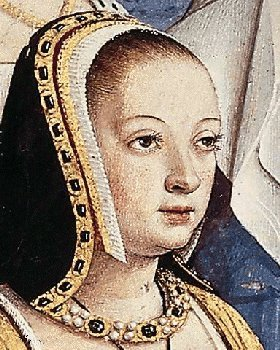
Anne de Bretagne, Ausschnitt aus einem Gemälde von Jean Bourdichon

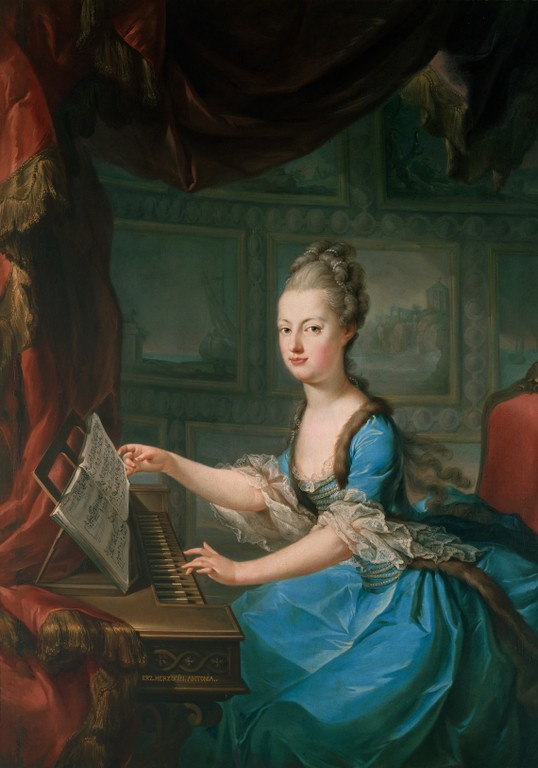
Marie-Antoinette beim Spinett-Spiel, gemalt von Franz Xaver Wagenschön, kurz vor ihrer Heirat 1770

Politische Allianzen wurden durch Heiraten zwischen den herrschenden Familien geschlossen. War solch eine Allianz vereinbart, so konnte es aber durchaus eine Weile dauern, bis die Braut auf die oftmals weite Reise zu ihrem Bräutigam geschickt wurde. Dabei war nicht nur die reine Reisezeit zu bedenken. Prinzessinnen reisten mit einem standesgemäßen Gefolge, das mehrere hundert Personen umfassen konnte, so dass die Planung entsprechend viel Zeit in Anspruch nahm. Diese Reise endete erst mit der feierlichen Übergabe der Braut an der Landesgrenze des Landes des Bräutigams (der remise).
Wollte man die politische Allianz schon befestigen, bevor sich Braut und Bräutigam persönlich gegenüberstanden (oft zum ersten Mal in ihrem Leben), feierte man eine Stellvertreterhochzeit. In der Regel nahmen die Braut und ein Stellvertreter des Bräutigams an einer solchen Trauung teil. Seltener kam es vor, dass die Braut vertreten wurde.
Diese Praxis war in Europa im 17. Jahrhundert noch üblich und auch im 18. Jahrhundert noch weithin zulässig. Auch im 19. sowie zu Beginn des 20. Jahrhunderts bestand noch diese Möglichkeit. Die Trauung per Stellvertreter war im Adelsstand und insbesondere am Hofe der Habsburger in Wien und Madrid gebräuchlich. Am Wiener Hof entwickelte sich für die Handschuhehe eine skurrile Prozedur. Die Braut und der Stellvertreter des Bräutigams stiegen voll bekleidet vor der versammelten Hofgesellschaft in ein prächtig geschmücktes Bett und entblößten jeweils ein Bein; dies galt als symbolische Eheschließung. Als Vollzug der Ehe galt jedoch erst der erfolgte Beischlaf der Ehepartner.
Bei Stellvertreterhochzeiten gab es auch eine besondere Form der Beschreitung des Ehebettes: In Gegenwart des Hofstaates legte sich der Stellvertreter geharnischt neben die auf das Prächtigste gekleidete Braut, wobei ein blankes Schwert zwischen beiden lag.
Allerdings konnte eine auf diese Weise geschlossene Ehe nach kirchlichem Recht bis zu ihrem Vollzug (Geschlechtsverkehr der Ehegatten) annulliert werden.

### Beispiele
Im Jahr 1490 wurde die Trauung des deutschen Kronprinzen Maximilian von Österreich mit der dreizehnjährigen Anna von Bretagne per Stellvertreter vollzogen. Dazu entblößte der von Maximilian als dessen Stellvertreter entsandte Wolfgang von Polheim in Gegenwart des gesamten bretonischen Hofes sein Bein bis zum Knie und schob es in das Bett der schlafenden Prinzessin; damit galt die Ehe als geschlossen. Da sie wegen der fehlenden Einwilligung des französischen Königs nicht vollzogen werden konnte, wurde die Ehe im folgenden Jahr mit päpstlichem Dispens für ungültig erklärt.
Herzog Johann II. von Jülich und Berg gedachte sich vier Jahre nach dem Tod seiner ersten Frau neu zu vermählen. 1691 schickte er den Freiherrn von Wachtendonk nach Florenz zur Brautwerbung um Anna Maria Luisa de’ Medici, die Tochter des Großherzogs Cosimo III. de’ Medici. Nachdem die Werbung Erfolg hatte, vertrat der Bruder der Braut, Erbprinz Ferdinando de’ Medici, am 29. April 1691 den Bräutigam bei der vorläufigen Hochzeit in Florenz. Am 5. Juni wurde die Ehe in Ulm an der Donau mit einer regelrechten Hochzeit besiegelt.
Ein prominentes Beispiel ist der Eheschluss von Marie-Antoinette und dem späteren König Ludwig XVI. am 19. April 1770 in der Augustinerkirche in Wien, bei der der französische Thronfolger durch Erzherzog Ferdinand, einen Bruder der Braut, vertreten wurde. Anschließend musste die vierzehnjährige Braut nach Frankreich reisen. Die eigentliche Vermählung wurde am 16. Mai in der Schlosskapelle von Versailles durch den Erzbischof von Reims geschlossen.
Weitere Beispiele sind die Trauungen von Henrietta Maria von Frankreich (1625), Henriette Adelheid von Savoyen (1650), Caroline Mathilde von Hannover (1766), Marie Clothilde von Frankreich (1775), Maria Leopoldine von Österreich (1817) und Amélie von Leuchtenberg (1829).

### Zweiter Weltkrieg
Mit der sogenannten Stahlhelmtrauung gab es während des Zweiten Weltkriegs auch in Deutschland die Möglichkeit einer Ferntrauung, bei der die persönliche Gegenwart des Soldaten (Bräutigam) nicht notwendig war, sondern eine von seinem Vorgesetzten beglaubigte schriftliche Erklärung ausreichte.

## Situation heute
Heute müssen nach den meisten Rechtsordnungen der Welt die Verlobten persönlich zur Trauung erscheinen; die so genannte Handschuhehe ist im Geltungsbereich dieser Rechtsordnungen daher unzulässig. Dies gilt gemäß § 1311 Satz 1 BGB auch in Deutschland; immerhin hatte der historische Gesetzgeber des BGB die Zulassung der Handschuhehe Ende des 19. Jahrhunderts allerdings erwogen (Prot. IV 51 f.). Dem Verbot der Handschuhehe liegt die Idee zugrunde, dass die Ehe ein höchstpersönliches Rechtsgeschäft ist.
Manche andere Rechtsordnungen lassen die Handschuhehe hingegen zu;
1. gemäß der unten als erstes genannten Fallgruppe ist die Handschuhehe zulässig nach dem Recht Italiens, Kolumbiens, Nordmazedoniens, Mexikos,[9] der Niederlande im Falle der Ministererlaubnis, Polens, Portugals, Spaniens und diverser US-amerikanischer Bundesstaaten;
2. gemäß der unten als zweites genannten Fallgruppe ist die Handschuhehe zulässig nach dem Recht einiger islamischer Staaten.

In Fällen grenzüberschreitender Eheschließungen (d. h. zumindest einer der Ehegatten gehört einem Staat an oder hat seinen Wohnsitz in einem Staat, der nicht identisch ist mit demjenigen Staat, in dem sich der Ort des Eheschlusses befindet) gilt:
Welche Rechtsordnung bei der Beantwortung der Frage über die Zulässigkeit der Handschuhehe zur Anwendung kommt, entscheidet sich nach dem sog. Internationalen Privatrecht desjenigen Staates, dessen Gericht um Beantwortung angerufen wird. Nach dem Internationalen Privatrecht Deutschlands – Art. 11 Abs. 3 des Einführungsgesetzes zum Bürgerlichen Gesetzbuch (EGBGB) – ist die Rechtsordnung desjenigen Staates anzuwenden, in dem sich der Bote oder der Vertreter zum Zeitpunkt des Eheschlusses befindet. Zudem haben die Gerichte stets den sog. ordre public desjenigen Staates zu beachten, in dem sich ihr Sitz befindet (siehe unten, zweite Fallgruppe). Der ordre public sind die rechtlichen Mindestanforderungen, die ein jeder Staat an die Anerkennung ausländischer Rechtsakte stellt; die Anforderungen können, je nach den Grundwertungen seiner Rechtsordnung, unterschiedlich ausfallen.
Bei der Handschuhehe sind danach zwei Fallgruppen zu unterscheiden:
1. Bei der ersten Fallgruppe haben der Bote bzw. der Vertreter keinerlei Entscheidungsspielraum (Vertreter mit „festgelegter Marschroute“). Sie überbringen lediglich die Erklärung des Eheschließenden bzw. vertreten den Eheschließenden nach dessen Weisungen. Für den Fall, dass eine solche Ehe nach der gemäß dem Internationalen Privatrecht anwendbaren Rechtsordnung wirksam zustande gekommen ist (s. o. die unter Ziff. 1 und 2 genannten Staaten), ist sie auch vor deutschen Gerichten als wirksam anzusehen.
2. Bei der zweiten Fallgruppe wird dem Vertreter sogar die Auswahl des Ehepartners ermöglicht („Vertretung im Willen“). Nutzt ein Vertreter eine solche rechtliche Möglichkeit tatsächlich aus und würde diese Ehe nach der gemäß dem Internationalen Privatrecht anwendbaren Rechtsordnung wirksam sein (s. o. die unter Ziff. 2 genannten Staaten), wäre sie jedenfalls im deutschen Rechtsraum dennoch als unwirksam anzusehen, weil sie mit dem ordre public Deutschlands nicht vereinbar ist (Art. 6 EGBGB). Der Grund für die Annahme des ordre-public-Verstoßes wird darin gesehen, dass diese Art der Handschuhehe gegen das aus Art. 2 Abs. 1 GG bzw. Art. 6 Abs. 1 GG resultierende Verbot des Eheschließungszwangs verstößt. Diesem Verbot entspricht es, dass die Ehe nur zwischen Partnern geschlossen werden kann, die sich aufgrund freien Entschlusses und übereinstimmenden Willens selbst gewählt haben. In der Folge ist bei der Frage der Wirksamkeit von Handschuhehen in solchen Ländern stets zu prüfen, ob die Vollmacht zur Eheschließung soweit eingeschränkt und konkretisiert war, dass keine Stellvertretung im Willen mehr vorlag.[10]

Die rechtliche Beurteilung einer Handschuhehe hängt nicht davon ab, ob diese in einem Vertragsstaat des CIEC-Übereinkommens vom 10. September 1964 zur Erleichterung der Eheschließung im Ausland (Deutschland, Griechenland, die Niederlande, Spanien und die Türkei) geschlossen wurde oder nicht. Denn das CIEC-Übereinkommen enthält keinerlei Regelung zur Handschuhehe.
Es ist umstritten, inwieweit die Anerkennung von im Ausland gültig geschlossenen Handschuhehen ein Schlupfloch für Zwangsehen sein könnte.